# Trnava (Čajetina)
Trnava (Servisch cyrillisch Трнава) is een plaats in de Servische gemeente Čajetina. De plaats telt 282 inwoners (2002).